# Microchirus theophila
Microchirus theophila és un peix teleosti de la família dels soleids i de l'ordre dels pleuronectiformes que es troba a les costes de l'atlàntic oriental (Mauritània, Canàries i des de Portugal fins a la Gran Bretanya).